# راکریج (ویرجینیای غربی)
راکریج (به انگلیسی: Rockridge) یک منطقهٔ مسکونی در ایالات متحده آمریکا است که در شهرستان مک‌داول، ویرجینیای غربی واقع شده‌است.